# 調教你MIRROR
《調教你MIRROR》（Be a Better MIRROR）為香港電視娛樂製作的真人騷節目，由梁祖堯及MIRROR主演，《ViuTV 2021》 綜藝節目之一，為兩個前作《Mirror Go》及《調教你男友》二合為一而成的節目。節目由「EPS易辦事」冠名贊助，冠名費近200萬港元。

## 每集內容
節目主要在大嶼山梅窩及香港遊樂場協會賽馬會銀礦灣營拍攝，記錄梁祖堯及MIRROR不同成員的感受和在營內的經歷，希望各成員能真正面對自己。節目與《調教你男友》一樣，梁祖堯要求各人交出手機。
| 集數 | 日期    | 主題                  | 天數   | 主要內容 | 嘉賓 |
| 01   | 6月7日  | 調教2.0               | 01     | - 梁祖堯前往九龍灣國際展貿中心Star Hall《全民造星III總決賽》現場探班 - 12位成員於中環港外線碼頭集合                                                          | － |
| 02   | 6月8日  | 被害妄想症            | 01     | - 12位成員到達梅窩香港遊樂場協會賽馬會銀礦灣營 - 梁祖堯要求各位成員每人傳送最後一條短訊後交出手機 - 在The Kitchen餐廳內吃飯、喝啤酒和打桌球                  | － |
| 03   | 6月9日  | 「冇以前咁開心…」     | 01     | - 主要圍繞陳卓賢及呂爵安 - 姜濤、盧瀚霆及呂爵安負責烹煮一道菜（咕嚕雞球）                                                                                    | - 阿Kit（Village Bakery麵包店老闆、陳卓賢粉絲）                                                                      |
| 04   | 6月10日 | MIRROR vs SOLO        | 01     | - 12位成員圍在一起，用和音練唱《給自己的信》 - 主要圍繞邱傲然及李駿傑                                                                                        | - 鄭鴻昌（Danny Cheng）（資深和音人及歌唱老師）                                                                      |
| 05   | 6月11日 | 「放下偶包…可以嗎？」 | 02     | - 主要圍繞江𤒹生及盧瀚霆 - 12位成員進行強度健身訓練 - 談論被粉絲私追問題                                                                                     | - Tony Gormley（健身教練）                                                                                           |
| 06   | 6月14日 | 幸福的定義            | 02     | - 江𤒹生、王智德及陳瑞輝被安排在Village Bakery麵包店內工作，並邀請麥子樂喬裝顧客測試他們應變能力 - 主要圍繞陳瑞輝 - 麥子樂向12位成員分享自己當演員的心路歷程 | - 麥子樂（演員） |
| 07   | 6月15日 | 2021年4月2日          | 02     | - 主要圍繞姜濤 - 繼續談論「私追」問題（詳見「爭議」一欄） | － |
| 08   | 6月16日 | MIRROR 的演員自我修養 | 03     | - 12位成員分組表演短劇 - 主要圍繞盧瀚霆 | - 黃修平（導演） - 鍾雪瑩（演員）                                                                                    |
| 09   | 6月17日 | 隊長擔當              | 03     | - 姜濤、邱傲然、楊樂文連同鍾雪瑩及梁祖堯表演短劇 - 主要圍繞楊樂文                                                                                            | - 黃修平（導演） - 鍾雪瑩（演員）                                                                                    |
| 10   | 6月18日 | 一句 Sorry            | 03     | - 主要圍繞江𤒹生及柳應廷 - 12位成員參與自我認知課堂 | － |
| 11   | 6月21日 | 重新認識              | 04     | - 主要圍繞李駿傑 - 12位成員在美時百貨替花姐妹妹「花膠」試新服裝造型                                                                                          | - 慧君（特約演員）                                                                                                   |
| 12   | 6月22日 | 真實一面              | 04     | - 在Breatheasy SUP & Yoga內，6位成員參與瑜伽 - 另外6位成員在The Craftman參與木工製作 - 小雲分享12位成員參與任務時所拍攝的照片                                | - Kaman（瑜伽老師） - Franck Vidal（外籍工匠、木工設計師） - Morgan Deering（外籍工匠、木工設計師） - 小雲（攝影師） |
| 13   | 6月23日 | 50句對話              | 04     | - 主要圍繞姜濤及邱傲然 - 姜濤及邱傲然要向唱片舖老闆推銷MIRROR的大碟 - 12位成員學習心理化妝課                                                                 | - Gary（外籍唱片舖老闆） - Julie Hui（星級化妝師）                                                                   |
| 14   | 6月24日 | 尋回初心              | 05     | - 12位成員學習跳芭蕾舞 - 陳瑞輝及邱士縉重新演繹於2018年參與《Good Night Show 全民造星》時的表演 - 主要圍繞邱士縉                                             | - Stephen Xavier（芭蕾舞導師） - CMgroovy（音樂總監） - Dull（和音、音樂總監助理）                                   |
| 15   | 6月25日 | 集體回憶              | 05     | - 其餘10位成員重新演繹於2018年參與《Good Night Show 全民造星》時的表演                                                                                       | - CMgroovy（音樂總監） - Dull（和音、音樂總監助理）                                                                  |
| 16   | 6月28日 | 擁抱未來              | 09、10 | - 12位成員返回梅窩飲早茶（第9天） - 12位成員學習洪拳（第9天） - 12位成員於營地進行球類活動（第10天）                                                         | - 金博賢師傅（洪拳師傅，黃飛鴻第五代弟子） - 鄧麗欣（藝人）                                                          |
| 17   | 6月29日 | 青春無悔              | 10     | - 鄧麗欣向12位成員分享於Cookies中的心路歷程 | - 鄧麗欣（藝人） |
| 18   | 6月30日 | 花姐與鏡仔            | 11     | - 12位成員進行營火會，期間播出經理人花姐黃慧君的片段 - 亦播出於第6天進行Facebook直播時的部份內容                                                             | － |
| 19   | 7月1日  | 釋放負能              | 11     | - 12位成員自由活動 - 12位成員參與阿祖課堂 - 主要圍繞盧瀚霆及陳卓賢                                                                                           | － |
| 20   | 7月2日  | 圓滿・開始            | 11、12 | - 12位成員同檯聚餐（第11天） - 12位成員參與MIRROR才藝表演（第12天） - 亦播出於演唱會中所演唱的歌曲《給自己的信》                                             | - Winky（芭蕾舞老師）                                                                                                |

備註：
1. ↑  由於第5及第6天需要為ViuTV台慶綵排及拍攝、第7及第8天需要為NowTV歐洲國家盃MV排舞及通宵拍攝關係，上述期間所有成員將會離開梅窩返回市區。

## 收視
| 集數   | 播映日期                     | 電視直播收視 | 備註  |
| 1－5   | 2021年6月7日－2021年6月11日  | 5.4點        | [ 4 ] |
| 6－10  | 2021年6月14日－2021年6月18日 | 4.4點        | [ 5 ] |
| 11－15 | 2021年6月21日－2021年6月25日 | 3.8點        | [ 6 ] |
| 16－20 | 2021年6月28日－2021年7月2日  | 4.5點        | [ 7 ] |

## 爭議
- 節目拍攝期間，大量粉絲聞訊前往拍攝場地，造成拍攝上的滋擾。部分MIRROR成員曾作出勸告，勸籲粉絲請勿阻礙拍攝。當中，成員姜濤被部分粉絲指控責罵粉絲，引來極大爭議。事後，部分成員如江𤒹生及經理人黃慧君均曾就事件解畫。節目第五集和第七集亦有放出事發片段。[8][9]
- 節目第六集原本希望調教隊中隱形人Frankie（皮皮），不過節目中途變為整蠱Anson Kong（AK）環節，其後播放麥子樂分享會，而節目最後部分為“我最喜愛Mirror成員頒獎禮”，得獎者是Tiger，Frankie只有數句內容交代自己想法。有觀眾批評節目剪接太差，編排很亂，認為每一集應該要1小時才足夠。[10]

## 記事
- 2021年4月6日：梁祖堯及MIRROR（全體成員）於九龍灣ViuTV製作部透過ViuTV Facebook專頁直播，當時節目仍未完成拍攝。[11][12][13][14]
- 2021年6月6日：梁祖堯、MIRROR（全體成員，呂爵安除外）及MIRROR經理人黃慧君（花姐）於九龍灣ViuTV錄影廠出席記者會，由虞逸峯擔任司儀。[15]

## 外部連結
- ViuTV：調教你MIRROR（節目重溫）（页面存档备份，存于）
- 《調教你MIRROR》主題曲 - One And All（MV）（页面存档备份，存于）

## 電視節目的變遷
| 香港 ViuTV 星期一至五 23:00－23:30                     | 香港 ViuTV 星期一至五 23:00－23:30                   | 香港 ViuTV 星期一至五 23:00－23:30                     |
| ------------------------------------------------------ | ---------------------------------------------------- | ------------------------------------------------------ |
|                                                        | 調教你MIRROR （2021年6月7日－2021年7月2日）          |                                                        |
| 掃街達人 （2021年5月24日－2021年6月4日）               | 生存演技派 （2021年7月5日－2021年7月23日）           |                                                        |
| 香港 ViuTV 星期二至六（星期一至五深夜）00:00－00:30    |                                                      |                                                        |
| 萬人幫拖搞個唱（重播） （2023年3月14日－2023年4月1日） | 調教你MIRROR（重播） （2023年4月4日－2023年4月29日） | 最熟悉的陌生人（重播） （2023年5月2日－2023年5月20日） |